# Кампо-Турес
Кампо-Турес (італ. Campo Tures) — муніципалітет в Італії, у регіоні Трентіно-Альто-Адідже,  провінція Больцано.
Кампо-Турес розташоване на відстані близько 560 км на північ від Рима, 115 км на північний схід від Тренто, 65 км на північний схід від Больцано.

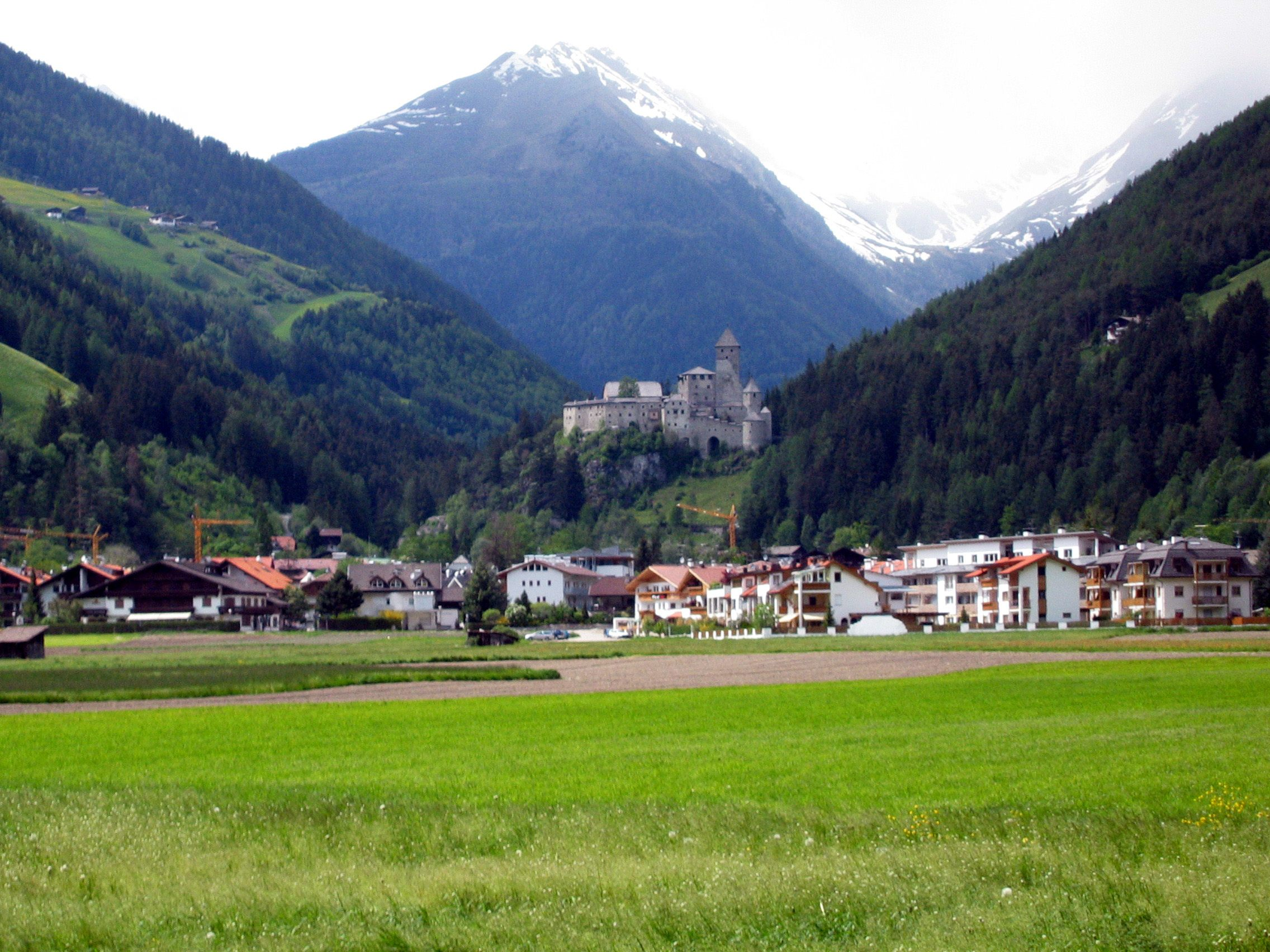

Населення — 5332 особи (2014).

## Демографія
Населення за роками:

Станом на 1 січня 2023 року в муніципалітеті офіційно проживали 472 іноземці з 36 країн, серед них 125 громадян країн Євросоюзу та 11 громадян України.

## Сусідні муніципалітети
- Гаїс
- Перка
- Предої
- Разун-Антерсельва
- Санкт-Якоб-ін-Деферегген
- Сельва-дей-Моліні
- Валле-Аурина